# Iglamossen
Iglamossen är en sjö i Kungsbacka kommun i Halland och ingår i Kungsbackaån-Göta älvs kustområde.